# Leniwce
Leniwce – ogólna nazwa dwóch rodzin z rzędu szczerbaków: leniwcowatych (Bradypodidae) – nazywanych również leniwcami trójpalczastymi – i leniuchowcowatych (Megalonychidae).

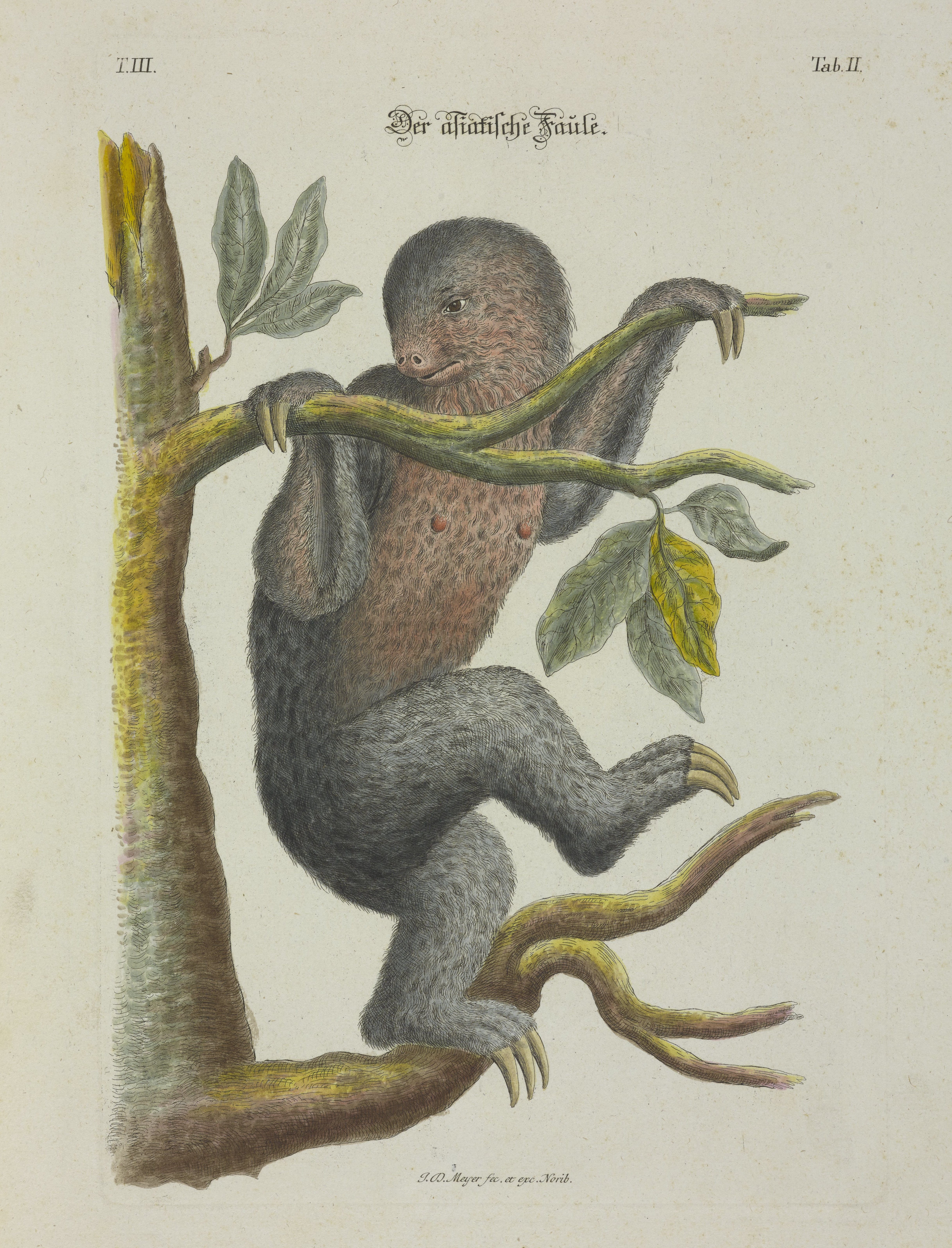
Leniwiec, miedzioryt kolorowany (Johann Daniel Meyer, 1756)

Są to średniej wielkości nadrzewne zwierzęta z mocnymi kończynami, opatrzonymi bardzo długimi pazurami, na których poruszają się grzbietem w dół, zwisając z gałęzi drzew. Środkowe człony palców są zrośnięte.
Leniwiec jest roślinożercą. Ma wielokomorowy żołądek, w którym żyją żywiące się celulozą bakterie. Jednocześnie ma zredukowane umięśnienie i powiększony przewód pokarmowy. Temperatura ciała leniwca waha się od 30 do 34 °C. W przeciwieństwie do większości ssaków, leniwce nie regulują swojej temperatury przez zmianę tempa metabolizmu, tylko poprzez przechodzenie ze słońca, do cienia. W efekcie leniwiec potrzebuje o połowę mniej kalorii, niż ciała innych ssaków o podobnych rozmiarach. Dzięki temu pożywienie roślinne w pełni mu wystarcza.
Samica rodzi zwykle jedno młode rocznie, które karmi przez 6 miesięcy. Młode - natychmiast po urodzeniu - obraca się do pozycji "do góry nogami", w której spędzi resztę życia. Samce i samice osiągają dojrzałość płciową po trzech latach. Leniwce żyją samotnie, z wyjątkiem matki z młodym.
Ich środowisko to las równikowy Ameryki Południowej i Środkowej. Każdy osobnik zajmuje terytorium ok. 6,5 hektara, a pomiędzy drzewami przechodzi korzystając z wiszących między nimi roślin. Leniwce są niezwykle odporne na infekcje. Nawet bardzo głębokie zranienie rzadko przeradza się w zakażenie. W tych samych warunkach klimatycznych człowiek pozbawiony leków często cierpi od niegojących się ran. Poznanie mechanizmu obronnego leniwca może pozwolić na postęp w leczeniu człowieka.
Leniwcom zagraża wyginięcie spowodowane wycinaniem brazylijskich lasów równikowych. Te zwierzęta wolno się rozmnażają, a ich wolne tempo ewolucyjne nie rokuje nadziei na to, że zdołają przystosować się do innych środowisk.
Kopalne leniwce naziemne żyły w plejstocenie. Megatherium americanum osiągały rozmiary współczesnego słonia.